# Rezervní banka Indie

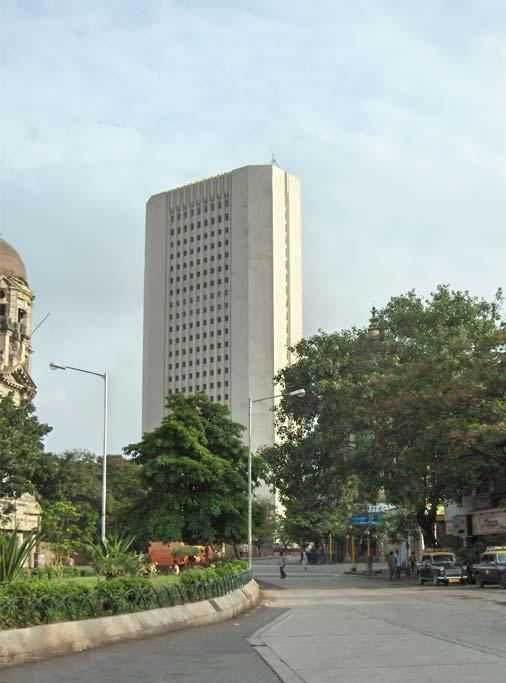
Sídlo Rezervní banky Indie v Bombaji

Rezervní banka Indie (hindsky भारतीय रिज़र्व बैंक, anglicky Reserve Bank of India) je indická ústřední banka. Sídlí v Bombaji. Byla založena 1. dubna 1935 v Kalkatě jako ústřední banka Britské Indie. Od znárodnění v roce 1969 ji vlastní indický stát. Emituje indickou rupii a má na starosti monetární politiku Indie.